# 松浦直毅
松浦 直毅（まつうら なおき、1978年12月 - ）は、日本の人類学者（人類学・アフリカ地域研究）。学位は、博士（理学）（京都大学・2008年）。静岡県立大学国際関係学部助教を経て、椙山女学園大学人間関係学部人間関係学科准教授。
京都大学大学院理学研究科研究員、独立行政法人日本学術振興会特別研究員などを歴任。

## 概要
静岡県出身。専門はアフリカ地域研究。アフリカ大陸の熱帯雨林における狩猟採集社会の変容と、そこに居住する民族の動態についての研究が知られている。京都大学・静岡県立大学などで教鞭を執った。

## 来歴

### 生い立ち
1978年（昭和53年）12月生まれ。1997年（平成9年）3月、静岡県立掛川西高等学校卒業。同年4月、京都大学に入学し、総合人間学部にて学んだ。2002年（平成14年）3月、京都大学を卒業、同年4月、京都大学大学院理学研究科生物科学専攻に進学。2004年（平成16年）3月、京都大学大学院修士課程を修了。大学院生として在学中に博士論文「ガボン南部バボンゴ・ピグミーの社会変容と民族関係に関する人類学的研究」を執筆、2008年（平成20年）3月、京都大学大学院博士課程修了に伴い、同年3月24日付で博士（理学）の学位を取得。

### 人類学者として
2008年（平成20年）4月から2010年（平成22年）3月にかけて母校・京都大学大学院理学研究科研究員を務めた。また、2008年（平成20年）4月から2010年（平成22年）3月にかけて京都産業大学非常勤講師、2008年（平成20年）4月から2012年（平成24年）3月にかけて京都教育大学非常勤講師を兼任した。
2010年（平成22年）4月から2012年（平成24年）3月まで、独立行政法人・日本学術振興会特別研究員を務めた。その傍ら、2011年（平成23年）4月から2012年（平成24年）3月まで、龍谷大学非常勤講師、2011年（平成23年）9月には、北九州市立大学非常勤講師を兼任した。
2012年（平成24年）4月、静岡県立大学国際関係学部助教に就任、主として国際関係学科の講義に携わった。2012年（平成24年）10月から2014年（平成26年）3月にかけて、国立民族学博物館にて共同研究員、2013年（平成25年）4月から2015年（平成27年）3月にかけて、常葉大学にて社会環境学部非常勤講師を兼任した。さらに、2013年（平成25年）4月から2016年（平成28年）3月にかけては、京都大学にて地域研究統合情報センターの共同研究員を兼任した。2016年（平成28年）10月から2019年（平成31年）3月にかけては、同名の国立大学法人により設置・運営される静岡大学にて人文社会科学部の講師を非常勤で兼任した。

## 研究
専門は人類学。アフリカ地域研究の研究に取り組んだ。具体的には、アフリカ大陸の熱帯雨林に居住する人々に着目し、その狩猟採集社会の変容と民族の動態について研究した。また、人々と自然の共生を目指し、環境の保全と開発の研究に取り組んだ。
生態人類学会・日本アフリカ学会・日本文化人類学会・日本熱帯生態学会などに所属。2013年（平成25年）4月より、生態人類学会理事を務めた。そのほか、日本アフリカ学会評議員を務めた。

## 略歴
- 1978年 - 誕生[6]。
- 1997年 - 静岡県立掛川西高等学校卒業[7]。
- 2002年 - 京都大学総合人間学部卒業[7][8]。
- 2004年 - 京都大学大学院理学研究科修士課程修了[7]。
- 2008年 - 京都大学大学院理学研究科博士課程修了[7][8]。
- 2008年 - 京都大学大学院理学研究科研究員[4]。
- 2008年 - 京都産業大学非常勤講師[4][5]。
- 2008年 - 京都教育大学非常勤講師[4][5]。
- 2010年 - 日本学術振興会特別研究員[4][5]。
- 2011年 - 龍谷大学講師[4][5]。
- 2011年 - 北九州市立大学非常勤講師[4]。
- 2012年 - 静岡県立大学国際関係学部助教[4][5]。
- 2012年 - 国立民族学博物館共同研究員[4]。
- 2013年 - 常葉大学社会環境学部非常勤講師[4]。
- 2013年 - 京都大学地域研究統合情報センター共同研究員[4]。
- 2013年 - 生態人類学会理事[11]。
- 2016年 - 静岡大学人文社会科学部非常勤講師[4]。
- 2022年 - 椙山女学園大学人間関係学部人間関係学科准教授[1]

## 著作

### 単著
- 松浦直毅著『現代の〈森の民〉――中部アフリカ、バボンゴ・ピグミーの民族誌』昭和堂、2012年。ISBN 9784812211717

### 共著
- 羽渕一代・内藤直樹・岩佐光広編著『メディアのフィールドワーク――アフリカとケータイの未来』北樹出版、2012年。ISBN 9784779303487

### 編纂
- 松浦直毅ほか編著『コンゴ・森と河をつなぐ――人類学者と地域住民がめざす開発と保全の両立』明石書店、2020年。ISBN 9784750349817

### 分担執筆、寄稿、等
- 木村大治・北西功一編『森棲みの社会誌――アフリカ熱帯林の人・自然・歴史2』京都大学学術出版会、2010年。ISBN 9784876989539
- 太田至シリーズ総編『アフリカ潜在力』5巻、京都大学学術出版会、2016年。ISBN 9784814000098
- 竹内潔・阿部健一・柳澤雅之編『森をめぐるコンソナンスとディソナンス』京都大学地域研究統合情報センター、2016年。
- 池谷和信編『狩猟採集民からみた地球環境史』東京大学出版会、2017年。ISBN 9784130603171
- 湖中真哉・太田至・孫暁剛編『地域研究からみた人道支援――アフリカ遊牧民の現場から問い直す』昭和堂、2018年。ISBN 9784812217115

### 註釈
1. ↑  京都大学は、2004年に国から国立大学法人京都大学に移管された。
2. ↑  学校法人常葉学園は、2017年に学校法人常葉大学に改組された。
3. ↑  京都大学地域研究統合情報センターは、京都大学東南アジア研究所と統合・再編され、2017年に京都大学東南アジア地域研究研究所として発足した。